# افسانه شیان
افسانه شیان یا لذت زندگی (انگلیسی: Joy of Life; چینی ساده: 庆余年; پین‌یین: Qìng Yúnián) یک مجموعه تلویزیونی چینی سال ۲۰۱۹ بر پایه رمان چینگ یونیان (چینی ساده: 庆余年) اثر مائو نی است. در این مجموعه ژانگ رویون، لی چین و چن دائومینگ ایفای نقش کردند. لذت زندگی در تنسنت ویدئو و آی‌چی‌یی در ۲۶ نوامبر ۲۰۱۹ منتشر شد. این مجموعه بینندگان بالا و نقدهای مثبتی به دست آورد و دو جایزه در جشنواره تلویزیونی شانگهای از جمله جایزه بهترین فیلمنامه اقتباسی را برنده شد. این مجموعه در پلتفرم ویکی قابل دسترسی است.
این مجموعه دوبله و از شبکه سه پخش شده است.